# Dioksiran
Dioksiran – heterocykliczny organiczny związek chemiczny składający się z trójczłonowego pierścienia złożonego z dwóch atomów tlenu i jednego atomu węgla. Stosowany jest w syntezie organicznej jako czynnik utleniający ze względu na dużą zawartość atomów tlenu wchodzących w skład jego  cząsteczki.